# Vertigo modesta
Vertigo modesta is een slakkensoort uit de familie van de Vertiginidae. De wetenschappelijke naam van de soort is voor het eerst geldig gepubliceerd in 1824 door Say.